# Château de Mouterhouse
Le château de Mouterhouse se trouve au lieu-dit Kapellenhof, dans la commune française de Mouterhouse et le département de la Moselle. Il est actuellement en ruine.

## Histoire
Le château fort est construit en 1505 pour Reinhard de Deux-Ponts-Bitche, au bord du Moderbach. Lors de la guerre de Trente Ans en 1633, il est détruit par les Suédois.
Les vestiges d'une tour polygonale et de la courtine, qui subsistaient encore avant la Seconde Guerre mondiale, sont abattus  en 1944. Les décombres ont servi de carrière de pierres après la guerre, lors des reconstructions.
La pierre de fondation du château, datée 1505, est ré-employée dans le mur ouest de la chapelle Notre-Dame-de-la-Miséricorde.